# Sigismondo Boldoni
Sigismondo Boldoni (Bellano, 5 luglio 1597 – Pavia, 3 luglio 1630) è stato uno scrittore e poeta italiano.

## Biografia
Sigismondo Boldoni nacque nel 1597 a Bellano sul ramo lecchese del lago di Como. Era figlio di Ottavio e di Cecilia Cattaneo, e fratello del letterato Giovanni Nicolò, del filologo Ottavio, precettore di Cosimo III de' Medici, viceprefetto della Biblioteca vaticana e vescovo di Teano, e dei poeti Aurelio e Flavio. Compì la sua formazione medica e filosofica presso l'Università degli Studi di Padova, dove si mise in luce come poeta latino (in particolare con il poemetto Larius, pubblicato nel 1617) e oratore. Fuggito da Milano in seguito a una sanguinosa contesa con due fratelli per questioni legate all'eredità paterna, soggiornò in diverse città italiane fino a giungere a Roma: qui entrò a far parte dell'Accademia degli Umoristi e si legò a personalità influenti quali i cardinali Scipione Cobelluzzi, Roberto Ubaldini, Maffeo Barberini; durante un secondo più breve soggiorno romano ebbe occasione di leggere il secondo canto del proprio poema eroico La caduta de' Longobardi ad Alessandro Tassoni, ricevendone un giudizio positivo. Dopo qualche tempo poté rientrare in patria, e il Senato milanese lo nominò nel 1622 professore nell'Università degli Studi di Pavia e l'anno seguente lo ascrisse al Collegio dei Medici; nel 1628 ottenne la prima cattedra di Filosofia dell'ateneo pavese e secondo qualche fonte - ma la notizia non è sicura - tra la fine del 1629 e l'inizio del 1630 venne chiamato a Padova per succedere nell'insegnamento a Cesare Cremonini. Frattanto però i lanzichenecchi erano calati in Lombardia, e si era diffuso il contagio della peste, che costò la vita al Boldoni il 3 luglio 1630. Alcune sue lettere latine, edite postume, che descrivono i saccheggi e l'inizio dell'epidemia, costituirono testimonianze preziose per gli storici ed i letterati posteriori: fatte ristampare nel Settecento da Angelo Maria Durini insieme ad altri scritti boldoniani, vennero riprese nelle Lettere lariane di Giambatista Giovio (Como, Ostinelli, 1803) e nella monografia Sulla storia lombarda del secolo XVII (Milano, Stella, 1832) di Cesare Cantù. Da esse trasse ispirazione e fonti storiche Alessandro Manzoni per i capitoli 28, 29 e 30 dei Promessi Sposi. Tra le opere del Boldoni che il Manzoni certamente conobbe vi è anche il Larius di cui si servì per il suo poemetto giovanile Adda. Il Manzoni riserva al letterato seicentesco una citazione lusinghiera nel tomo IV del Fermo e Lucia.
Nel Larius (pag. 32) identificó la Villa Commedia di Plinio a Lierna sul lago di Como.

## Opere
- (LA) Larius, Padova, ex Officina Martiniana, 1617.

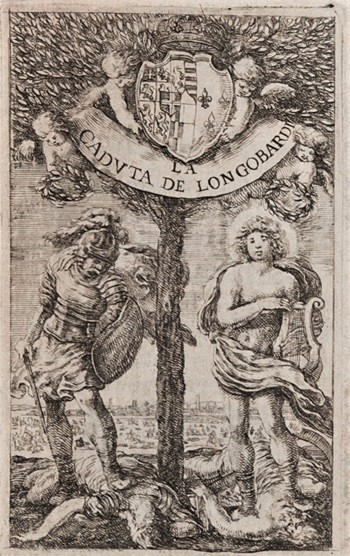
Frontespizio dell'edizione del 1656 poema di Sigismondo Boldoni La caduta de' Longobardi

L'opera, scritta in latino tra il 1613 e il 1615, è una descrizione della geografia del lago di Como modellata sulla Descriptio Larii Lacus di Paolo Giovio (1559). Fu pubblicato per la prima volta a Padova nel 1617 con una dedica a Ercole Sfondrati, duca di Montemarciano a cui Boldoni attribuì il merito di avergli dato l'idea del libro. La famiglia Sfondrati era titolare del feudo di Bellagio sul Lago di Como e vi possedeva una grande villa. Componimento letterario di notevole ricercatezza formale, non privo di informazioni di carattere storico e archeologico, il Larius ebbe un notevole successo e fu ripubblicato varie volte tra il 1617 e il 1776. L'opera è notevole non solo per l'accurata e dettagliata descrizione della geografia e del paesaggio della zona, ma anche per la descrizione storica e antropologica delle città e degli insediamenti affacciati sul lago di Como. Il Larius è stato pubblicato in una traduzione annotata in italiano moderno da Franco Minonzio nel 2009 e ripubblicato nel 2014 con il titolo Larius: uno sguardo sul Lario di straordinaria modernità.
- Apotheosis in morte Philippi III, Pavia 1621 (2ª edizione, Anversa 1621).
- (LA) Epistolarum liber Ioannis Nicolai Boldoni fratris opera in lucem editus, Milano, ex typographia Ludouici Montiae ad Plateam Mercatorum, 1651.

In fondo all'Epistolarum liber si trovano alcuni epigrammi latini in morte di Giulio Aresi, presidente del Senato di Milano, due carmi nella stessa lingua, e una nuova edizione dell'Apotheosis in morte Philippi III, con il titolo Philippi III regis Catholici Apotheosis. Chiudono il libro alcuni versi di sapore catulliano recitati nell'Accademia degli Umoristi in morte di una cagnolina che apparteneva a Girolamo Aleandro.
- La caduta de' Longobardi, pubblicata postuma con note del fratello Giovanni Nicolò Boldoni, Milano, per Lodouico Monza, 1656.
- (LA) Sigismundi Boldonii patritij Mediolanensis Oratoria quae Fato superfuerunt adiecto Lario, qui tertiùm prodit, Lucca, apud Franciscum Mariscandalum, 1660.
- Carmina selecta inedita pubblicati nell'edizione delle opere di Boldoni curata da Angelo Maria Durini: Sigismundi Boldoni i Patricii Mediolanensis Larius, cui accedunt epistulae triginta selectae, nec non carmina quaedam latina inedita et liber quartus poematis italici cui titulus La caduta de' Longobardi..., Avignone 1776.